# The Daily Caller
The Daily Caller é um noticiário de direita com sede em Washington, D.C., nos Estados Unidos.